# Maimuna
Maimuna Amadu Muraszko, znana jako Maimuna (ros. i biał. Маймуна Амаду Мурашко, ur. 28 maja 1980 w Sankt Petersburgu) – białoruska skrzypaczka, reprezentantka Białorusi w 60. Konkursie Piosenki Eurowizji w 2015 roku.

## Dzieciństwo i kariera muzyczna
Maimuna urodziła się w Sankt Petersburgu, jej matka pochodziła z Białorusi, a ojciec z Mali. Kiedy była dzieckiem, jej rodzina przeprowadziła się do Mali, jednak mając problemy z adaptacją w gorącym klimacie, Maimuna wróciła z babcią na Białoruś i zamieszkała w Mohylewie, gdzie dorastała i uczęszczała do szkoły muzycznej, ucząc się gry na skrzypcach i pianinie. Skrzypaczka rozwijała swoje muzyczne umiejętności w Państwowym Uniwersytecie Artystycznym w Mohylewie oraz na Białoruskiej Akademii Muzycznej.
Maimuna zdobyła Grand Prix konkursu muzycznego w Smorgoniu oraz nagrody w międzynarodowych konkursach muzycznych Music of Hope oraz Young Virtuoso w Kijowie. W 1999 roku została odznaczona przez prezydenta Białorusi specjalną nagrodą, stając się następnie pierwszą skrzypaczką i koncertmistrzem w Orkiestrze Prezydenckiej Wiktora Bobarikina.
W 2011 roku ukazało się pierwsze wydawnictwo skrzypaczki zatytułowane Queen of Africa, a trzy lata później drugi album Showtime.
26 grudnia 2014 w duecie z Uzarim wygrała finał krajowych eliminacji do 60. Konkursu Piosenki Eurowizji z utworem „Time”. Para zdobyła łącznie 76 punktów w finale selekcji i została reprezentantem kraju podczas widowiska organizowanego w Wiedniu. Po wygraniu eliminacji wykonawcy zapowiedzieli dokonanie kilku zmian kosmetycznych w utworze. Nowa wersja piosenki została zaprezentowana premierowo pod koniec lutego 2015 roku podczas gali Triumph: Heroes of Sport.
19 maja duet wystąpił w pierwszym półfinale konkursu z jedenastym numerem startowym, jednak nie awansował do finału, zajmując 12. miejsce z 39 punktami, w tym z maksymalną notą 12 punktów od Gruzji.